# A Furrow Cut Short
A Furrow Cut Short (în ucraineană Борозна обірвалася) este al zecelea album al trupei ucrainene de black metal Drudkh, lansat pe 20 aprilie 2015 în secțiunea Underground Activists a casei de discuri Season of Mist. Este cel mai lung album al trupei până în prezent și primul care a fost lansat și pe vinil, sub forma unui dublu LP. Ulterior au fost puse în vânzare alte serii de câte 350 sau 500 de copii.

## Lista pieselor de pe album
| Nr.             | Titlu                                                                       | Lungime |  |
| 1.              | „Прокляті сини I” (Cursed Sons I)                                           | 9:20    |  |
| 2.              | „Прокляті сини II” (Cursed Sons II)                                         | 7:05    |  |
| 3.              | „Епосі нескорених поетів” (To the Epoch of Unbowed Poets)                   | 9:00    |  |
| 4.              | „Тліючий попіл” (Embers)                                                    | 6:27    |  |
| 5.              | „Безчестя I” (Dishonour I)                                                  | 9:11    |  |
| 6.              | „Безчестя II” (Dishonour II)                                                | 9:22    |  |
| 7.              | „Поки не засиплють чужою землею очі” (Till Foreign Ground Shall Cover Eyes) | 8:25    |  |
| Lungime totală: | Lungime totală:                                                             | 58:50   |  |

## Recenzii critice
După lansare, albumul a primit recenzii critice mixte.
Dave Schalek de la About.com a evaluat albumul cu 4 stele din 5 și a scris că „A Furrow Cut Short este o introducere excelentă a muzicii Drudkh pentru ascultătorii care nu sunt familiarizați cu trupa și este, în orice caz, un album excelent”. Tony Shrum de la New Noise Magazine a notat că, „dacă asculți black metal, A Furrow Cut Short ar trebui să fie pe lista ta de albume de cumpărat”, iar J. Andrew de la Metal Injection i-a acordat nota 8,5 din 10.
Benjamin Hedge Olson de la PopMatters a scris că albumul este „o altă bucată previzibilă, dar satisfăcătoare, de black metal”, acordându-i nota 6 din 10.
Kyle Ward de la Sputnikmusic a fost mai negativ în legătură cu albumul, notându-l cu 2 din 5, și s-a declarat „nemulțumit că un lider al acestui gen a involuat într-un black metal de duzină”.

## Componența trupei
- Roman „Thurios” Blaghih – voce, claviaturi
- Roman Saenko – chitare
- Krecet – bas
- Vladislav „Vlad” Petrov – tobe, claviaturi